# Drimia indica
Drimia indica là một loài thực vật có hoa trong họ Măng tây. Loài này được (Roxb.) Jessop mô tả khoa học đầu tiên năm 1977.